# Taruik Fatuperkasa
Der Taruik Fatuperkasa (kurz Fatuperkasa) ist ein Berg in Osttimor mit einer Höhe von 296 m. Er befindet sich im Nordosten der Aldeia Lotan (Sucos Batugade). Östlich liegt der Berg Foho Aibesi (455 m) und südlich der Foho Lotan (419 m). Im Norden und Süden wird der Taruik Fatuperkasa von Zuflüssen des Kolosumas umrahmt, eines Quellflusses des Leometik.